# Roubo capturado
Roubo capturado (caught stealing, CS) é uma penalidade existente no beisebol, que é emitida ao corredor quando ele tenta avançar ou tomar distância de uma base a outra sem a bola ter sido batida e então é queimado por um defensor.
Um roubo capturado não pode ser dado a um batedor-corredor, isto é, um corredor que ainda avança como resultado direto de chegar em base.
Mais especificamente, um roubo capturado é emitido quando:
- um corredor, tentando roubar uma base, é eliminado;
- um corredor é pego num rundown enquanto tenta roubar, e é queimado; ou
- um corredor, tentando roubar uma base, fica salvo porque um defensor é penalizado com um erro ao receber a bola, e no entendimento do anotador oficial, o corredor seria eliminado se a bola fosse pega.

Um corredor que é eliminado por pickoff, quando sua única ação após tomar distância da base é mergulhar de volta a ela, sendo eliminado, não é capturado roubando. Se, durante a jogada, o corredor fizer qualquer finta ou movimento à próxima base, então ele é capturado roubando, mesmo se eventualmente for eliminado no mergulho de volta.
Se um corredor não faz nenhuma tentativa de avançar à próxima base até que ocorra um wild pitch ou bola passada, e então é eliminado tentando avançar à próxima base, ele não é capturado roubando. O corredor é eliminado numa escolha do defensor, e um wild pitch ou bola passada não é dado ao arremessador ou receptor.